# SMS 괴벤

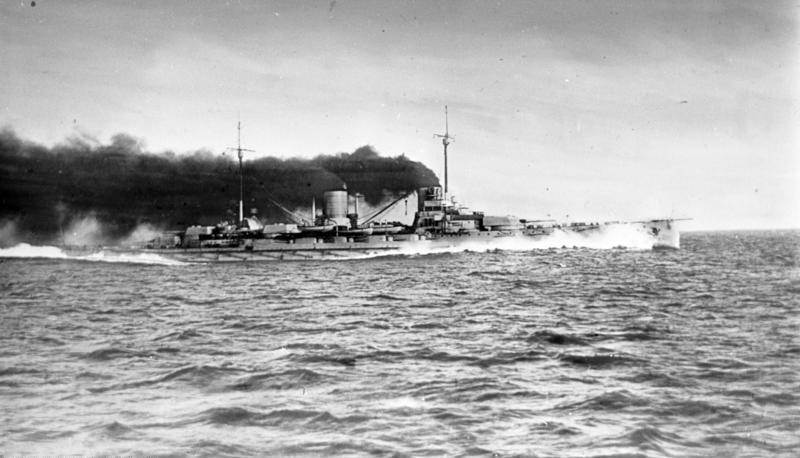
SMS 괴벤

SMS 괴벤(SMS Goeben)은 독일 제국 해군의 두 척의 몰트케급 순양전함 중 두 번째로 1911년 진수되었으며 독일 보불 전쟁 참전용사인 아우구스트 카를 폰 괴벤 장군의 이름을 따서 명명되었다. 자매함과 함께 괴벤은 이전 독일 순양전함 디자인인 SMS 폰데르탄과 유사했지만 더 크고 장갑 보호력이 향상되었으며 추가 포탑에 주함포 2문이 더 추가되었다. 괴벤과 몰트케는 비슷한 영국 인디페티저블급(Indefatigable)보다 훨씬 더 크고 장갑이 더 좋다.
1912년 취역한 지 몇 달 후 괴벤은 경순양함 브레슬라우와 함께 독일 지중해 사단을 구성하여 발칸 전쟁 중에 그곳을 순찰했다. 1914년 7월 28일 제1차 세계대전이 발발한 후, 괴벤과 브레슬라우는 북아프리카에 있는 프랑스 진지를 폭격한 뒤 지중해의 영국 해군을 피해 콘스탄티노폴리스에 도달했다. 두 척의 배는 1914년 8월 16일에 오스만 제국으로 이전되었고, 괴벤은 일반적으로 야부즈(Yavuz)로 축약되는 야부즈 술탄 셀림(Yavuz Sultan Selim)이라는 오스만 해군의 기함이 되었다. 흑해에 있는 러시아 시설을 폭격함으로써 독일 측에서 터키를 제1차 세계 대전에 참전시켰다. 이 배는 주로 전쟁 중 흑해에서 러시아군을 상대로 작전을 수행했으며, 러시아 전함과의 몇 차례의 결론이 나지 않은 교전도 있었다. 1918년 1월 에게해로 출격하여 임브로스 전투를 일으켰고, 여기서 야부즈는 한 쌍의 영국 모니터를 침몰시켰지만 지뢰에 의해 심하게 손상되었다.
1936년에 그녀는 공식적으로 TCG 야부즈("터키공화국의 선박 야부즈")로 이름이 변경되었다. 야부즈는 1938년에 무스타파 케말 아타튀르크의 유해를 이스탄불에서 이즈미트로 운반했다. 야부즈는 1950년 퇴역할 때까지 터키 해군의 기함으로 남아 있었다. 야부즈는 1973년 서독 정부가 터키에서 다시 구매하라는 초대를 거부한 후 폐기되었다. 이는 독일 제국 해군이 건조한 마지막 생존 선박이자 모든 해군에서 가장 오랫동안 사용된 드레드노트급 선박이었다.